# Hertha Karasek-Strzygowski
Hertha Karasek-Strzygowski (ur. 21 czerwca 1896 w Białej, zm. 7 maja 1990 w Berchtesgaden) – niemiecka i austriacka malarka, rysowniczka, graficzka i pisarka.

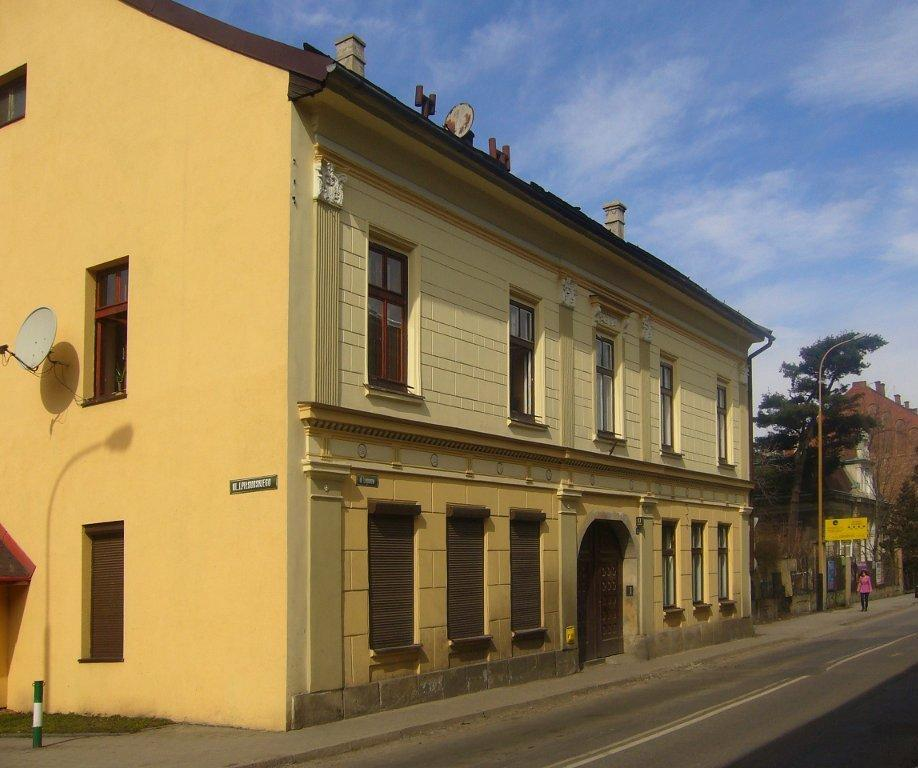
Dom rodzinny Herthy Strzygowski w Bielsku-Białej

Urodziła się Białej (ob. Bielsko-Biała) na pograniczu Galicji i Śląska w fabrykanckiej rodzinie związanej z rejonem bielsko-bialskim od II połowy XVIII wieku (protoplasta rodu Franciszek Strzygowski przybył w roku 1779 z małopolskiego Pilzna). Jej ojciec, Rudolf Strzygowski (1866-1955), był założycielem tzw. młodszej linii rodziny.
W wieku 18 lat (1914) wyjechała do Wiednia, by pobierać studia na tamtejszej Szkole Malarstwa dla Kobiet i Dziewcząt. Na Akademię Sztuk Pięknych nie mogła się dostać, gdyż nie przyjmowano wtedy jeszcze kobiet. Wywołana wojną trudna sytuacja finansowa zmusiła ją, by po ukończeniu trzyletnich studiów kontynuować naukę w bliżej położonym Krakowie. Uczęszczała tam na kursy Józefa Czajkowskiego organizowane przez Warsztaty Krakowskie.
W roku 1921 powróciła do Wiednia, gdzie wynajęła atelier i poświęciła się malarstwu krajobrazowemu, głównie Alp oraz beskidzkich stron rodzinnych. W 1925 r. poślubiła swojego kuzyna, historyka sztuki Josefa Strzygowskiego. Wraz z nim objechała w następnych latach Bałtyk, spędziła pół roku w Finlandii, wielokrotnie odwiedzała Jugosławię i Włochy. W latach 30. była związana z Katowicką Grupą Artystyczną (Kattowitzer Künstlergruppe).
Po śmierci Strzygowskiego wyszła w 1942 r. za Alfreda Karaska – etnografa, profesora Uniwersytetu Wrocławskiego, zajmującego się badaniami na kulturą mniejszości niemieckich w Europie Środkowej i Wschodniej. Wraz z nim odbyła wiele podróży przez Beskidy, Spisz, Słowację (Niemcy karpaccy), Besarabię, Wołyń aż po kraje bałtyckie. Jej obrazy, akwarele, rysunki i grafiki uzupełniały badania Kraska. Szczególnie wartościowe są jej prace przedstawiające postaci i typy ludowe z okolic Bielska-Białej, w tym Wilamowian. Spadkiem po tych podróżach są również dwie wydane przez nią po latach książki: Wolhynisches Tagebuch (Dziennik wołyński, 1979) oraz Es führet uns des Schicksals Hand – bessarabisches Tagebuch (Tak prowadziła nas ręka losu – dziennik besarabski, 1990). 
Jako że działalność Karaska nie była zupełnie neutralna naukowo i służyła ideologii hitlerowskiej, Herthę uznano po wojnie za sympatyczkę nazizmu i pozbawiono obywatelstwa austriackiego. Przeniosła się do bawarskiego Berchtesgaden, dokąd został z Bielska-Białej wysiedlony jej ojciec. Zaaklimatyzowała się w nowej ojczyźnie i dalej poświęciła malarstwu.
Wiele jej prac znajduje się obecnie w kolekcjach prywatnych. Piętnaście wielkich obrazów strojów ludowych oraz dziewięć sangwin znajduje się w Germańskim Muzeum Narodowym w Norymberdze, dwa obrazy olejne oraz 30 rysunków sangwinowych i pastelowych – w Muzeum Ojczyźnianym Niemców Besarabskich w Stuttgarcie, niektóre inne dzieła trafiły w posiadanie zachodnioniemieckiego ministerstwa wypędzonych. Znaczna część dzieł przedwojennych zaginęła.